# Uno Olofsson
Johan Uno Olofsson (i riksdagen kallad Olofsson i Lycksele), född 1 maj 1897 i Lycksele, död där 29 juli 1973, var en svensk lantbrukare och politiker (folkpartist). 
Uno Olofsson, som kom från en bondefamilj, var lantbrukare i Rödingträsk, bosatt senare på Lugnet i Lycksele landskommun, där han också var kommunalfullmäktiges ordförande 1947–1954 och aktiv i den lokala bonderörelsen och i ortens blåbandsförening.
Han var riksdagsledamot i första kammaren 1955–1962 för Västerbottens läns och Norrbottens läns valkrets. I riksdagen var han bland annat suppleant i jordbruksutskottet 1955–1962 och ledamot i allmänna beredningsutskottet 1961–1962. Han engagerade sig främst i jord- och skogsbrukspolitik.